# Fredrik Bekken
Fredrik Bekken (11 marzo 1975) è un ex canottiere norvegese.

## Palmarès

### Olimpiadi
- 1 medaglia:
  - 1 argento (Sydney 2000 nel due di coppia)

### Mondiali
- 1 medaglia:
  - 1 bronzo (St. Catharines 1999 nel due di coppia)